# Анисенков, Владимир Иванович
Владимир Иванович Анисенков (декабрь 1925 года — 25 сентября 1943 года) — участник Великой Отечественной войны, стрелок 6-й роты 2-го стрелкового батальона 212-го гвардейского стрелкового полка 75-й гвардейской стрелковой дивизии 30-го стрелкового корпуса 60-й армии Центрального фронта, гвардии красноармеец, Герой Советского Союза (1943).

## Биография
Родился в декабре 1925 года в деревне Кураково Белёвского района Белёвского уезда Тульской губернии в семье крестьянина. После окончания неполной средней школы учился в Иваньковском сельскохозяйственном техникуме. Окончил школу ФЗУ в городе Топки Кемеровской области.
В Красной Армии с 1943 года. В боях Великой Отечественной войны с сентября 1943 года.
Стрелок 6-й роты 2-го стрелкового батальона 212-го гвардейского стрелкового полка 75-й гвардейской стрелковой дивизии гвардии красноармеец Владимир Анисенков отличился при форсировании реки Днепр севернее Киева, в боях при захвате и удержании плацдарма в районе сел Глебовка и Ясногородка (Вышгородский район Киевской области) на правом берегу Днепра осенью 1943 года. В представлении к награждению командир 212-го гвардейского стрелкового полка гвардии полковник Борисов М. С. написал:

Гвардии рядовой Анисенков 23 сентября 1943 года в составе взвода гвардии младшего лейтенанта Яржина первый форсировал реку Днепр и первый ворвался на пароход «Николаев», вместе со взводом взяли в плен пароход «Николаев», баржу с военно-инженерным имуществом, станковый пулемет, миномет и двух человек из команды парохода.
Участвуя в бою за деревню Ясногородка гвардии рядовой Анисенков действовал смело, решительно и отважно, истребил до 22 немецких солдат и офицеров.

За героический подвиг при форсировании реки Днепр и взятии команды парохода в плен достоин присвоения звания «Герой Советского Союза».
В бою за расширение плацдарма гвардии красноармеец Владимир Анисенков погиб около села Ясногородка 25 сентября 1943 года.
Указом Президиума Верховного Совета СССР от 17 октября 1943 года за успешное форсировании реки Днепр севернее Киева, прочное закрепление плацдарма на западном берегу реки Днепр и проявленные при этом мужество и геройство гвардии красноармейцу Анисенкову Владимиру Ивановичу присвоено звание Героя Советского Союза посмертно.

## Награды
- Медаль «Золотая Звезда» Героя Советского Союза
- Орден Ленина

## Память

Стела в Сквере туляков-героев

- Имя В. И. Анисенкова высечено на стеле в Сквере туляков-героев на проспекте Ленина в городе Туле.
- В учебном центре Сухопутных войск Вооруженных сил Украины «Десна» установлен бюст Героя.